# Departamento Valcheta
Valcheta es uno de los 13 departamentos en los que se divide la provincia de Río Negro (Argentina).

## Superficie y límites
El departamento posee una superficie de 20.457 km² y limita al norte con el departamento Avellaneda, al este con el departamento San Antonio, al oeste con el Departamento Nueve de Julio y al sur con la provincia de Chubut.

## Población
De acuerdo al Censo 2010, vivían 7.101 personas en todo el departamento.
El censo argentino de 2022 reportó 4319 habitantes.Esto representó un decrecimiento del 39.2% y lo tornó como el departamento que más población pierde en la provincia.

## Localidades
- Valcheta
- Aguada Cecilio
- Arroyo de la Ventana
- Arroyo Los Berros
- Nahuel Niyeu
- Sierra Pailemán

### Parajes
- Paja Alta
- Chipauquil